# Інтерфікс
І́нтерфікс (від лат. inter — між, fixus — прикріплений) — афіксальна морфема (інакше кажучи, афікс), що розташована між коренями (основами) в складному слові. В українській мові: ліс-о-степ, земл-е-мір, пар-о-плав. 
В українській мовознавчій літературі, крім терміна інтерфікс, ще використовують поняття сполучний голосний. Така назва зумовлена тим, що інтерфікс за виконуваною функцією сполучає, з'єднує частини слова.  
В українській мові налічують близько 30 інтерфіксів, що сприяють засвоєнню запозичених слів: григор-(іан)-ський, драм-(ат)-ичний, корол-(ев)-ич, ялт-(ин)-ський тощо. Інтерфікси за походженням є неоднорідним явищем. Наприклад, у словах житейський (від житіє), судейський (від судія) відбувся перерозклад закінчення на користь інтерфікса, а в похідних типу міліцейський, поліцейський (нім. Polizei) транслітерований компонент основи слова був запозичений з німецької мови. Подібні за формою інтерфікси у словах біблейський, епікурейський та європейський. Є. Карпіловська зазначає, що, «в системі української мови вже не має значення їхнє походження, а лише спільність виконуваної функції та можливість виведення з простішої за формою одиниці». 

## Інтерфікси у складних словах
Морфемний статус інтерфіксів — звукосполучень, що з'єднують два корені або основи у складі складних слів — визнається більшістю дослідників ( М. Жовтобрюхом, І. Коваликам, П. Кузнецовим, В. Лопатіним). Ці елементи не лише мають фонемне вираження, а й виконують важливу словотвірну функцію, передаючи, за словами В. Лопатіна, особливе синтагматичне значення. Їхня семантична специфіка полягає у способі поєднання компонентів складного слова.
До таких інтерфіксів належать:
-о-, -е- (в орфографії — також -є-), -∅- — після іменникових і прикметникових основ: світ-о-гляд-∅ -∅, хвил-е-мір-∅-∅, край-е-вид-∅, житт-є-радісний, електрон-∅-вольт-∅, ом-∅-метр-∅;
-о-, -и-, -а-, -ох- — після числівникових основ: дв-о-денний, чотир-и-річний, сорок-а-градусний, трь-ох-ярусний;
-и-, -∅- — після дієслівних основ: перекот-и-поле, гуляй-∅-поле.

## Інтерфікси у простих словах
У сучасному мовознавстві питання морфемного статусу інтерфіксів — звукосполучень, що з’являються між основою (або коренем) і суфіксом (чи закінченням) у простих словах — залишається предметом дискусій.

#### Ознаки інтерфіксів у простих словах
Структурні ознаки. У простих словах інтерфікси найчастіше розташовуються після кореня або після структурного суфікса перед словотвірним суфіксом чи закінченням. Значно рідше вони трапляються перед коренем, який починається скупченням приголосних, наприклад: з-бирати-∅ і зі-брати-∅, під-нести-∅ і підо-ждати-∅, роз-робити-∅ і розі-класти-∅.
Формальні ознаки. Деякі інтерфікси мають фонемну схожість із повноцінними суфіксами. Згідно з дослідженнями Є. Карпіловської, в українській мові відомо 34 таких інтерфікси, серед яких: -аз-, -ай-, -ал-, -ан-, -ар-, -ат-, -ач-, -в-, -ез-, -ей-, -ел-, -ен-, -ер-, -ет-, -з-, -им-, -ин-, -ир-, -із-, -ін-, -ір-, -й-, -м-, -н-, -ов-, -оз-, -ол-, -он-, -ор-, -т-, -йан-, -йар-, -йат-. Окремі інтерфікси мають особливу, відмінну від суфіксів, форму вираження, наприклад: комфорт-(абель)-н-ий, жест-(икул)-яці-я, мавр-(итан)-ка, неапол-(ітан)-ець-∅, чудер-(нац)-тв-о, адмірал-(тей)-ств-о.
Семантичні ознаки. Інтерфікси не виконують словотвірної функції та, відповідно, не несуть словотвірного значення. Саме це заважає розглядати їх як повноцінні морфеми-афікси.